# Coupe d'Angleterre de football 1951-1952
Navigation
Coupe d'Angleterre 1950-1951 Coupe d'Angleterre 1952-1953
La Coupe d'Angleterre de football 1951-1952 est la 71e édition de la Coupe d'Angleterre, la plus ancienne compétition de football, la Football Association Challenge Cup (généralement connue sous le nom de FA Cup).
Newcastle United remporte la compétition pour la cinquième fois de son histoire, battant Arsenal FC en finale sur le score de 1 à 0 à Wembley à Londres.

## Compétition

### Quarts de finale
Les quarts de finale ont lieu le 8 mars 1952.
| Équipe 1         | Résultat | Équipe 2         |
| ---------------- | -------- | ---------------- |
| Blackburn Rovers | 3 - 1    | Burnley FC       |
| Luton Town       | 1 - 3    | Arsenal FC       |
| Portsmouth FC    | 2 - 4    | Newcastle United |
| Sheffield United | 0 - 1    | Chelsea FC       |

### Demi-finales
Les demi finales ont lieu le 29 mars et le 5 avril 1952, tous les matchs ont lieu sur terrain neutre.
| Équipe 1         | Résultat | Équipe 2         |
| ---------------- | -------- | ---------------- |
| Newcastle United | 0 – 0    | Blackburn Rovers |
| Chelsea FC       | 1 - 1    | Arsenal FC       |

Match d'appui le 2 et 7 avril 1952 :
| Équipe 1         | Résultat | Équipe 2         |
| ---------------- | -------- | ---------------- |
| Blackburn Rovers | 1 – 2    | Newcastle United |
| Arsenal FC       | 3 – 0    | Chelsea FC       |

### Finale
| Finale de la coupe d'Angleterre 1951-1952 | Newcastle United | 1 – 0   | Arsenal FC | Wembley, Londres      |                       |
| 3 mai 1952                                |                  | (0 – 0) |            | Spectateurs : 100 000 | Spectateurs : 100 000 |

- Newcastle United remporte sa cinquième Coupe d'Angleterre[2].